# Lasianobia
Lasianobia is een geslacht van vlinders van de familie Uilen (Noctuidae), uit de onderfamilie Hadeninae.

## Soorten
- L. decreta Püngeler, 1900
- L. lauta Püngeler, 1900
- L. levicula Püngeler, 1909
- L. superba Alphéraky, 1892